# Desfile de llamadas

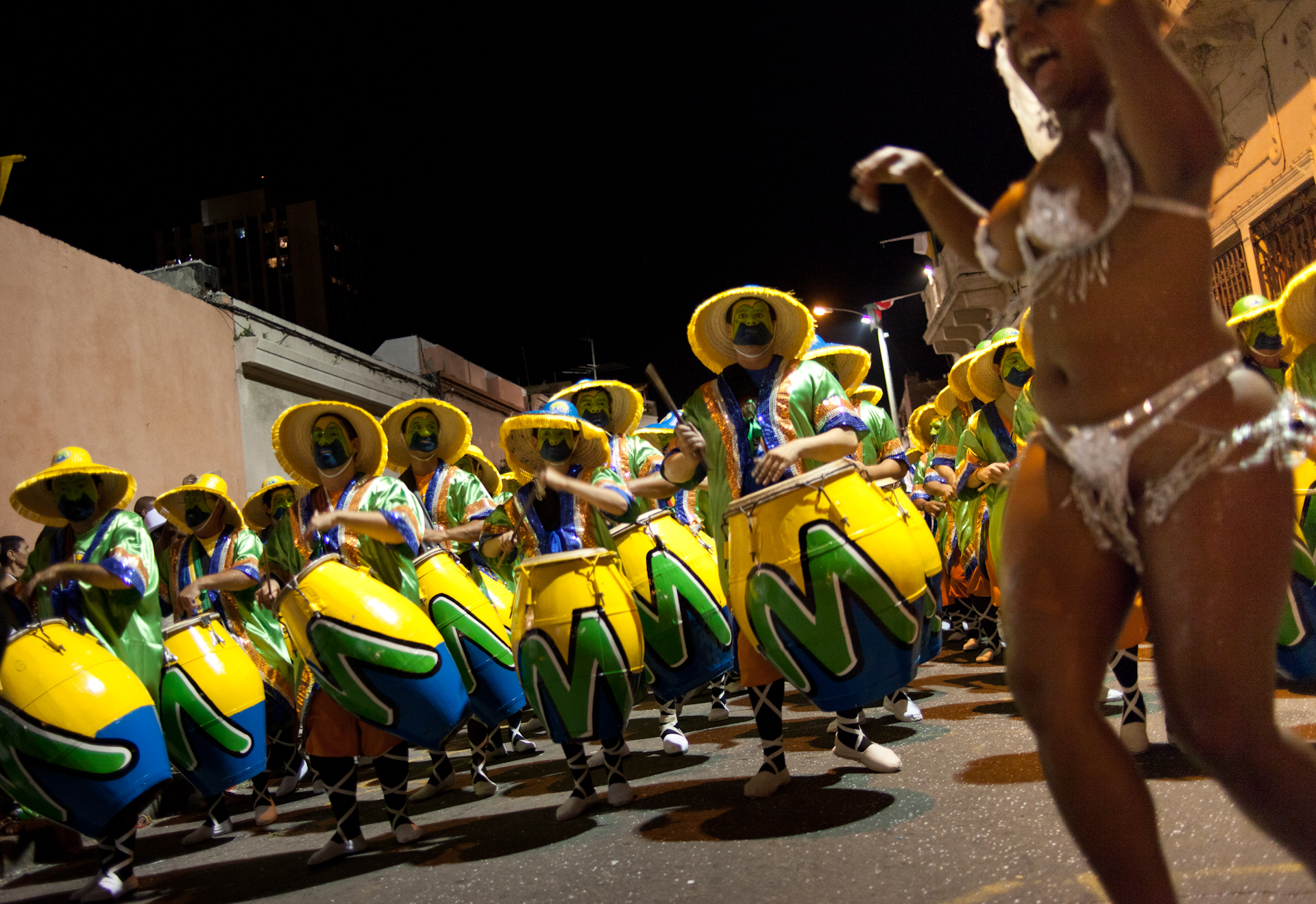
Cuerda de tambores y vedette de la comparsa Makale en el desfile 2011.

El Desfile de llamadas es una fiesta popular de candombe que se realiza todos los años en Montevideo en el mes de febrero, durante la época de carnaval en Uruguay.

## Orígenes
El nombre de "llamadas" se remonta al siglo XIX. Según Antonio Plácido, en su obra "Carnaval: evocación de Montevideo en la historia y la tradición", la aparición e incorporación definitiva de las comparsas de negros en los desfiles de carnaval se produjo en 1865. En 1876 aparecieron las comparsas de negros y lubolos, similares a las que conocemos actualmente. En sus orígenes las comparsas estaban integradas por hasta 300 componentes. Para realizar sus actuaciones en los tablados se desplazaban a pie o a caballo (los de más jerarquía). Tal como hoy se toca a la puerta o el timbre para comunicarse, entonces se iban "llamando" con los tambores. Un determinado componente colgaba su tambor en bandolera y así iba reclutando en casa a la mayoría de sus compañeros. También se dice que la "llamada" se debe a que un conjunto de candomberos salía por la calle a tocar y con su sonido alentaba a otros tocadores a unirse. 

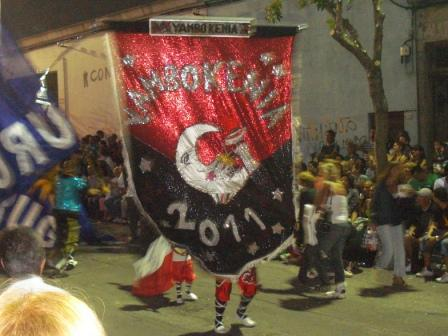
Estandarte de la comparsa Yambo Kenia en el desfile 2011.

Originalmente fueron manifestaciones populares espontáneas que, alrededor de los tambores, convocaban al encuentro, a una recorrida por las calles al ritmo del candombe y de su danza. Hasta 1956 estos desfiles partían de sus reductos naturales, los conventillos, en los que vivían casi todas las familias negras de Uruguay, especialmente de los dos más famosos, los conventillos Mediomundo y Ansina, en los barrios, Barrio Sur y Palermo. Estos conventillos fueron cerrados y demolidos en la década de los años 1970. 
La primera comparsa, llamada Raza Africana, apareció en 1865. Posteriormente, en 1876, surgió por primera vez la expresión "negros lubolos" (blancos pintados de negros). 
En 1903 la comparsa Esclavos de Asia llevó adelante una auténtica rebelión. Junto a las agrupaciones Pobres Negros Cubanos, Lanceros Africanos, Negros Hacheros, Esclavos de Nyanza, Negros del Congo, Esclavos Africanos, Negros Libertadores, Esclavos de La Habana, Hijos del Congo, Esclavos de Mozambique y Libertad Esclavos de Asia suscribieron una iniciativa en la que señalaban que no se presentarían en ningún tablado donde no se premiara, por separado, a las comparsas de negros, lo que creó una nueva categoría.
En 1956 se realizó el primer desfile oficial de llamadas, como una fecha dentro del carnaval patrocinado por la Intendencia de Montevideo. No obstante, y fuera de la fecha oficial, habitualmente salen "llamadas" en distintos barrios. La ceremonia siempre comienza con una fogata donde se templan las lonjas de los tamboriles.

## Características
En cada comparsa desfilan primero el portaestandarte, luego llegan las banderas y detrás un conjunto de artilugios de fantasía compuesto por lunas, estrellas, medialunas y luces que son portadas por jóvenes enmascarados para alumbrar el paso de la comparsa en la noche. Estos íconos hacen referencia al islam, la religión que tenía la mayoría de los esclavos africanos antes de ser traídos al Río de la Plata. 
Luego viene el cuerpo de baile (mujeres y hombres con trajes vistosos o sensuales) que realizan una danza intensa y apasionada. Enseguida aparece el gramillero, el hombre más viejo de la comparsa. Representa al brujo o curandero de las tribus africanas, que curaba con yuyos y "gramillas". Luce barba de algodón, sombreo de copa, levita negra, anteojos, bastón y maletín en su mano emulando al "dotor" del Montevideo colonial. Va acompañado de la mama vieja que emula al ama de llaves en las residencias del Montevideo colonial. Imita a su "mercé" en ritmo de candombe, luciendo ropas obsequiadas por ésta. Camina con una sombrilla, un abanico y una canasta, a veces repleta de humeantes pastelitos. El abanico o la sombrilla eran los elementos con que su amita se cuidaba del cálido sol y el aire marino en los paseos dominicales. Viste largos trajes y amplias polleras con grandes lunares o pintas.
Después viene el escobero o escobillero, que es el encargado de barrer con su escobilla las ondas negativas y la yerba mala que puede tener la calle mientras la recorre anticipándose al cuerpo de baile y a la cuerda de tambores. Algunos utilizan un bastón en vez de una escobilla y lo adornan con cintas o listones. De su cintura penden dos cueros de los que cuelgan espejitos, cuentas de colores y cascabeles utilizados como amuletos para alejar a los espíritus malignos.
Justo delante de los tamborileros desfilan las vedettes, incorporación relativamente moderna a este desfile, comenzó en 1948. La primera vedette en Montevideo fue la actriz y bailarina afrovenezolana, Gloria Pérez Bravo conocida por su nombre artístico: "La Negra Jonhson". Al siguiente año, 1949, la sigue Martha Gularte en la comparsa "Añoranzas Negras". En la retaguardia de la comparsa están los tamborileros, que son el pulso del desfile. Y detrás, están los fanáticos de la cuerda o los bailarines espontáneos que se sienten atraídos por la fuerza de cada comparsa.
De acuerdo a la reglamentación oficial, cada comparsa que participa del desfile de llamadas debe contar con:
- Treinta y seis tamborileros, debiendo tener los conjuntos un mínimo de 12 chicos, 12 repiques y 12 pianos, pudiendo acoplar la cuerda de tambores la utilización del denominado tambor “bombo”.
- Una vedette
- Cuatro portabanderas
- Una medialuna
- Dos estrellas
- Dos escoberos
- Un portaestandarte
- Dos gramilleros
- Dos mamas viejas
- Quince personas de cuerpo de baile

El conjunto puede tener como máximo 150 integrantes.
La vestimenta de los integrantes de la cuerda de tambores consiste en alpargatas o calzado similar, asemejándose a las sandalias utilizadas por los esclavos. También se utilizan medias largas de color negro que imitan la piel de los morenos, con unas cintas blancas que se cruzan alrededor de las pantorillas simbolizando los latigazos a los que eran sometidos. Como pantalón se utiliza una especie de bombacha ancha y en la parte superior el "dominó", que es una especie de chaqueta suelta con colores muy vivos. El dominó es un remedo de las chaquetas de los soldados españoles de la época de la colonización y en él hoy se manifiestan los colores de la comparsa. El tambor se cuelga del "talí" o "tahalí" que también copia el cinturón donde los soldados colgaban su espada.
El paso corto y cadencioso del integrante de la cuerda de tambores se inspira en aquellos esclavos que, encadenados y con grilletes en los tobillos, apenas podían caminar.

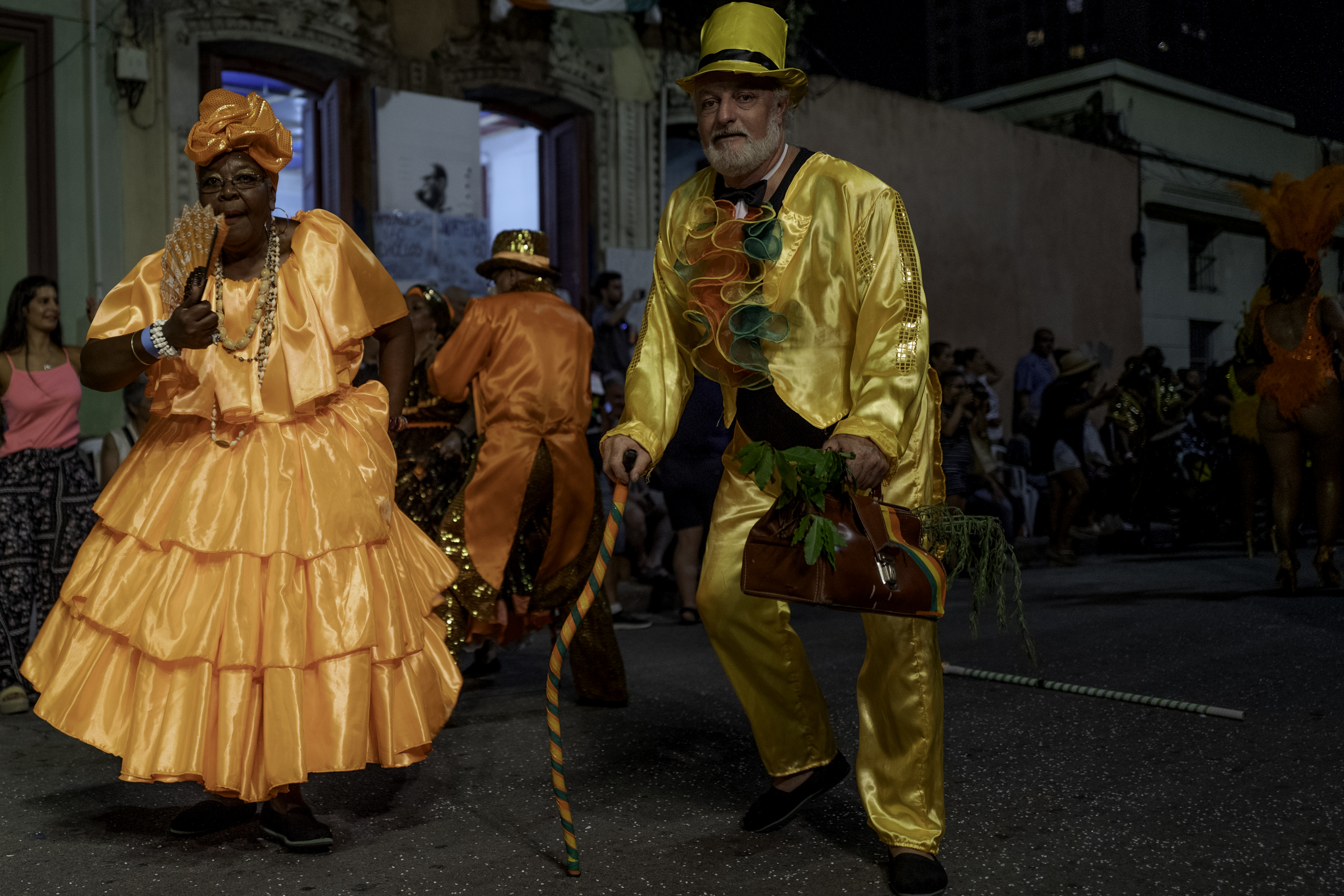
Mama Vieja y Gramillero
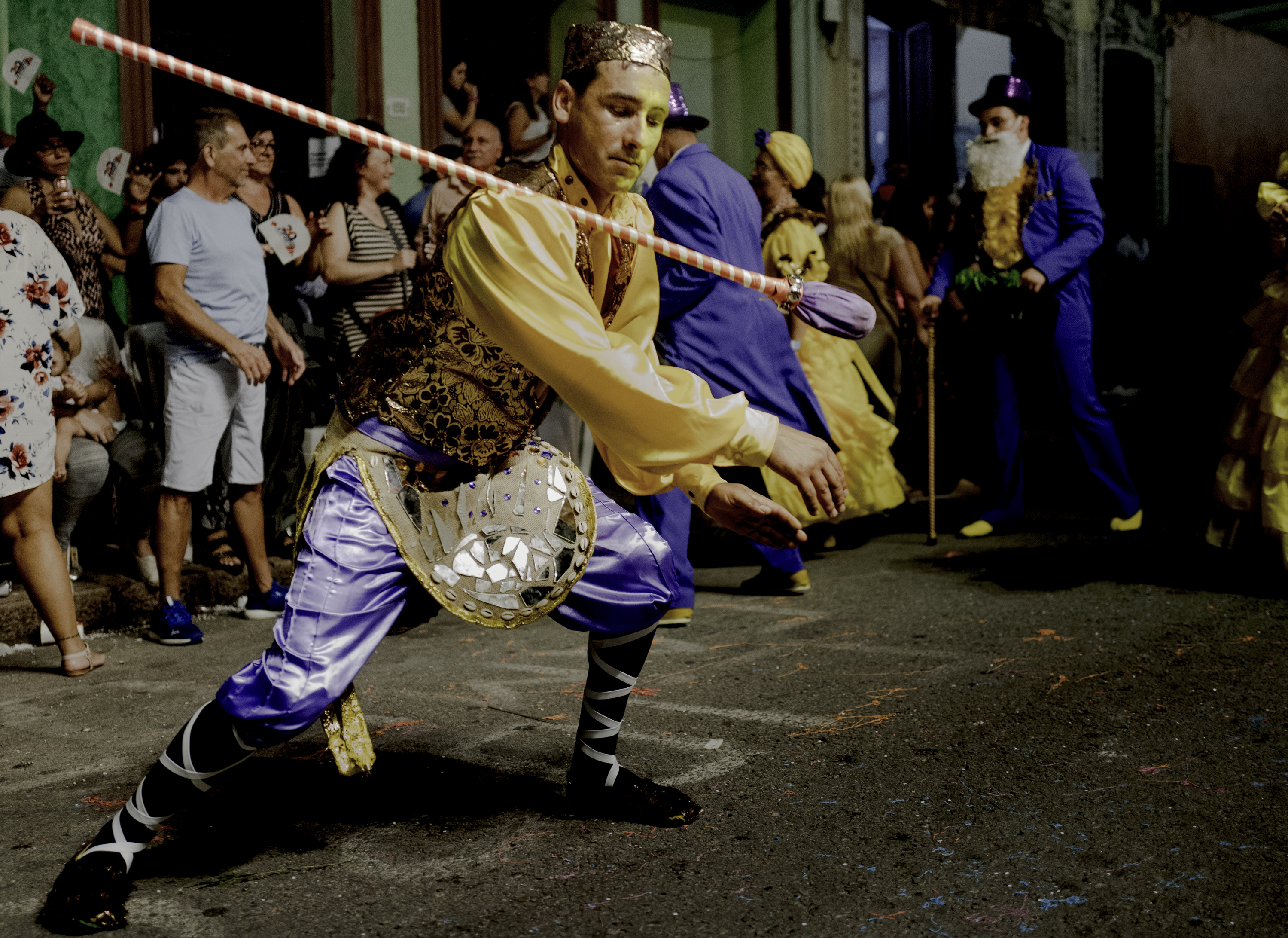
Escobero.
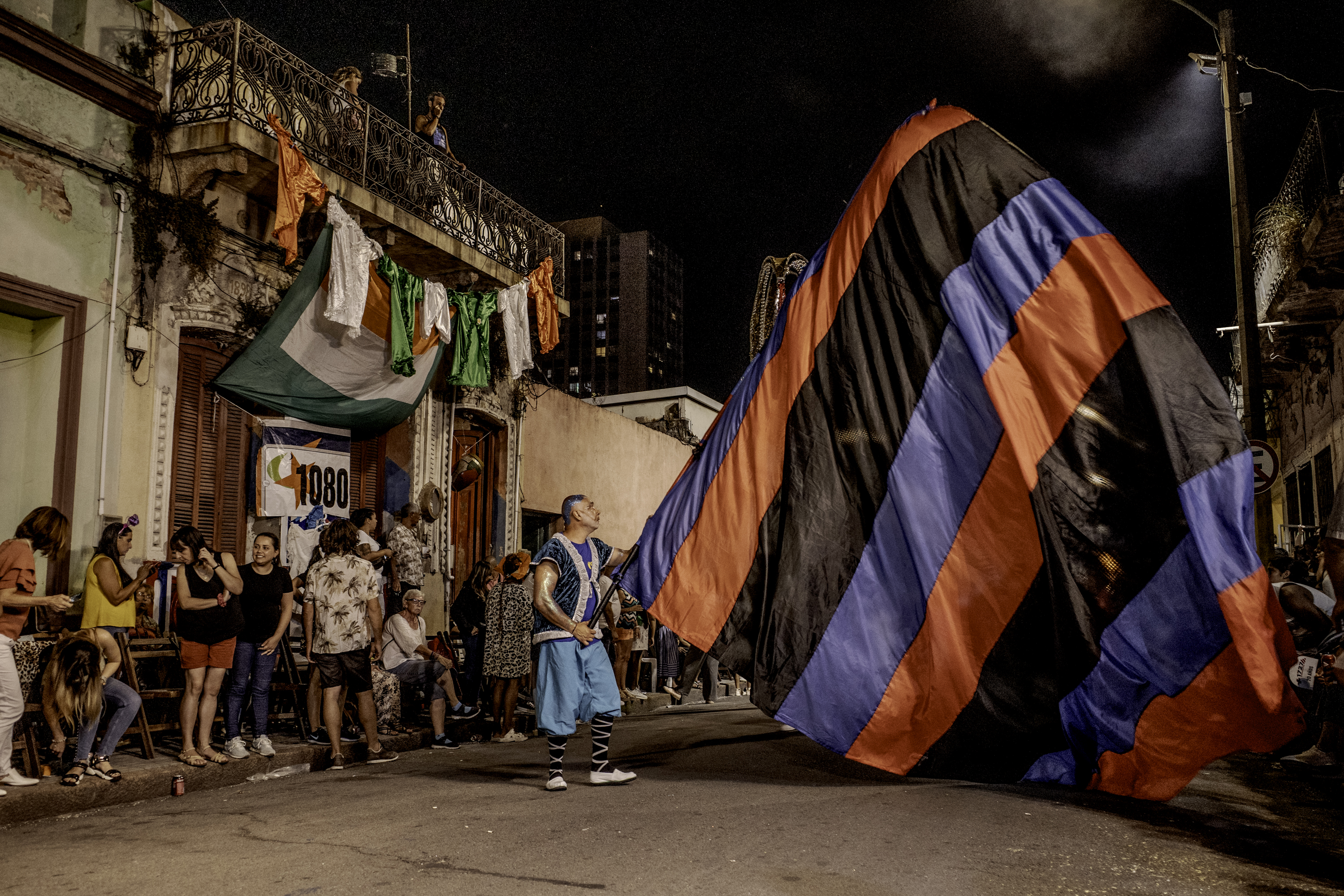
Portabanderas en las Llamadas.
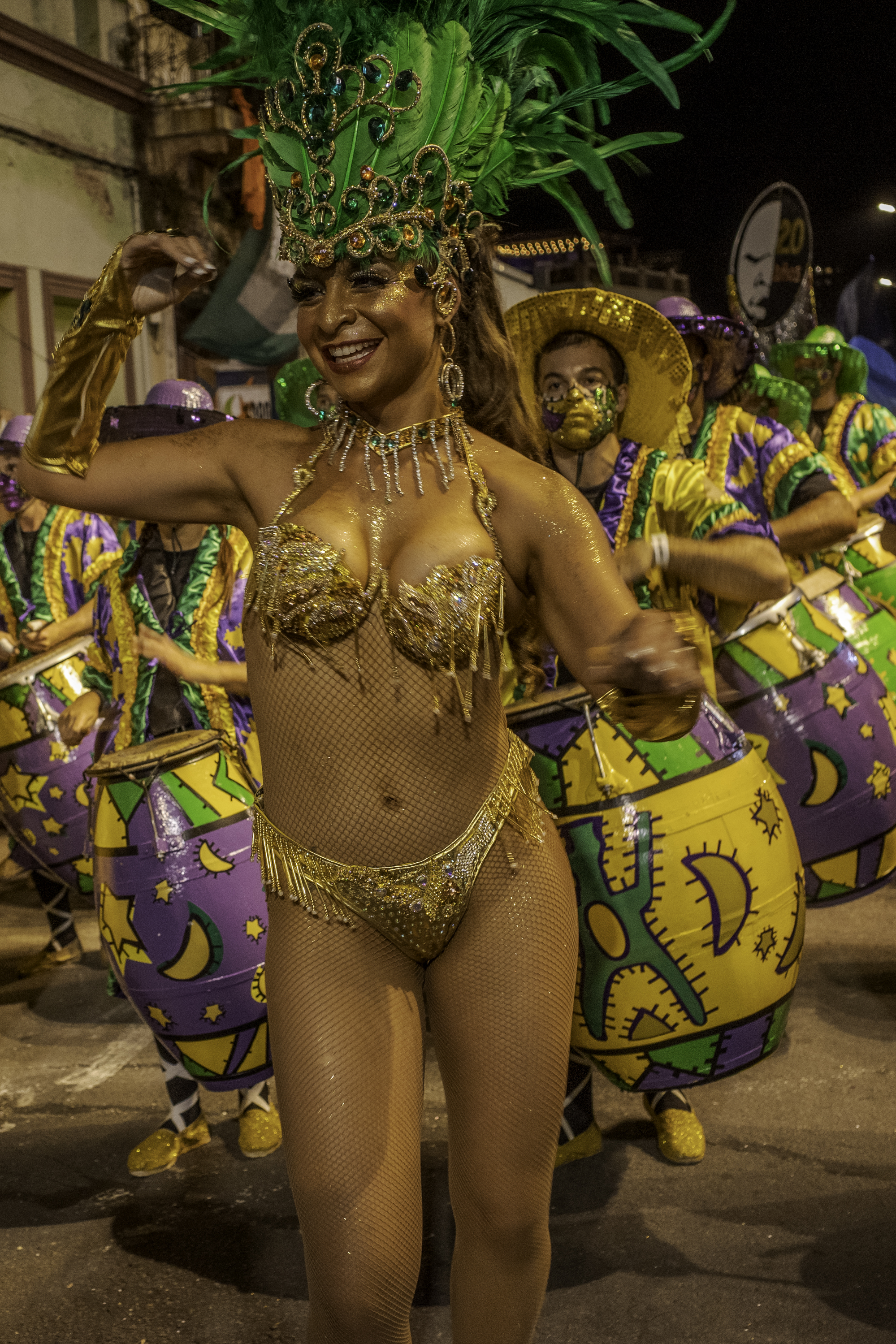
Vedett y tamborileros

## Resultados

### Resultados generales
| Fecha                       | N.º  | Primer lugar              | Segundo lugar           | Tercer lugar                      |
| --------------------------- | ---- | ------------------------- | ----------------------- | --------------------------------- |
| 1956                        | 1°   | Fantasía Negra            | Morenada                |                                   |
| 5 de febrero de 1999        | 44°  | Serenata Africana         | Yambo Kenia             | Sarabanda Kanela y su Barakutanga |
| 11 de febrero de 2000       | 45°  | Sarabanda                 | Yambo Kenia             | Senegal                           |
| 9 de febrero de 2001        | 46°  | Serenata Africana         | Kanela y su Barakutanga | Yambo Kenia                       |
| 8 de febrero de 2002        | 47°  | Serenata Africana         | Yambo Kenia             | Tronar de tambores                |
| 7 de febrero de 2003        | 48°  | Cuareim 1080              | Tronar de tambores      | Serenata Africana                 |
| 6 de febrero de 2004        | 49°  | Elumbé                    | Triniboa                | Yambo Kenia                       |
| 4 de febrero de 2005        | 50°  | Tronar de tambores        | Sarabanda               | Yambo Kenia                       |
| 3 y 4 de febrero de 2006    | 51°  | Yambo Kenia               | Elumbé                  | Zumbaé                            |
| 8 y 9 de febrero de 2007    | 52°  | Cuareim 1080              | Sarabanda               | Elumbé                            |
| 7 y 8 de febrero de 2008    | 53°  | Elumbé                    | Cuareim 1080            | La Gozadera                       |
| 5 y 6 de febrero de 2009    | 54°  | Yambo Kenia               | Tronar de tambores      | Sarabanda                         |
| 4 y 5 de febrero de 2010    | 55°  | Yambo Kenia               | Elumbé                  | Cuareim 1080                      |
| 3 y 4 de febrero de 2011    | 56°  | Elumbé                    | Sarabanda               | Tronar de tambores                |
| 9 y 10 de febrero de 2012   | 57°  | Tronar de tambores        | Elumbé                  | Cuareim 1080                      |
| 31 y 3 de febrero de 2013   | 58°  | Tronar de tambores        | Elumbé                  | Yambo Kenia                       |
| 13 y 14 de febrero de 2014  | 59°  | Cuareim 1080              | Yambo Kenia             | Tronar de tambores                |
| 5 y 6 de febrero de 2015    | 60°  | Elumbé                    | Yambo Kenia             | Cuareim 1080                      |
| 4, 5 y 6 de febrero de 2016 | 61°  | Cuareim 1080              | Elumbé                  | La Jacinta                        |
| 9 y 10 de febrero de 2017   | 62°  | Cuareim 1080              | Yambo Kenia             | La Jacinta                        |
| 8 y 10 de febrero de 2018   | 63°  | Cuareim 1080              | Valores de Ansina       | Yambo Kenia                       |
| 7, 8 y 9 de febrero de 2019 | 64°  | Tronar de tambores        | Cenceribó               | Valores de Ansina                 |
| 14 y 15 de febrero de 2020  | 65°  | Cenceribó                 | Yambo Kenia             | Uráfrica Durazno                  |
| 10 y 11 de febrero de 2022  | 66°  | Cenceribó                 | Valores de Ansina       | Cuareim 1080                      |
| 10 y 11 de febrero de 2023  | 67.º | Candongafricana Canelones | Valores de Ansina       | La generación lubola Maldonado    |
| 9 y 11 de febrero de 2024   | 68.º | Cuareim 1080              | Cenceribó               | La generación lubola Maldonado    |

### Premios individuales
| Año  | Cuerda de tambores | Cuerpo de Baile    | Vedette            | Bailarín/Partener      |
| ---- | ------------------ | ------------------ | ------------------ | ---------------------- |
| 2005 | No hubo            | No hubo            | Laura Méndez       | Carlos Álvarez         |
| 2006 | Elumbé             | La Carolina        | Jacqueline Dantos  | Marcelo Real           |
| 2006 | Elumbé             | Yambo Kenia        | Jacqueline Dantos  | Marcelo Real           |
| 2007 | C1080              | C1080              | Tina Ferreira      | Martín Muiños Barreiro |
| 2008 | No hubo            | No hubo            | Dahiana Rodríguez  | No hubo                |
| 2009 | Yambo Kenia        | Elumbé             | Gabriela Fernández | Marcelo Real           |
| 2010 | Yambo Kenia        | La Figari          | Yessy López        | Ernesto Costa Robledo  |
| 2011 | Elumbé             | Elumbé             | Lola Acosta        | Amilcar Suárez         |
| 2012 | C1080              | Tronar de tambores | Yessy López        | Carlos Álvarez         |
| 2013 | Tronar de tambores | Tronar de tambores | Helen Pintos       | Jorge Céspedes         |
| 2014 | C1080              | Yambo Kenia        | Yessy López        | No hubo                |
| 2014 | C1080              | Tronar de tambores | Yessy López        | No hubo                |
| 2015 | C1080              | Yambo Kenia        | Marisol Lemos      | Federico Olivera       |
| 2015 | C1080              | Elumbé             | Marisol Lemos      | Federico Olivera       |
| 2016 | C1080              | Elumbé             | Yamila Pintos      | Diego Nierez           |
| 2017 | C1080              | Valores de Ansina  | Catherine Leaden   | Pablo Duarte           |
| 2018 | Tronar de tambores | Cenceribó          | Fátima Curcio      | Carlos Álvarez         |
| 2019 | Tronar de tambores | Valores de Ansina  | Leticia Sánchez    | Carlos Álvarez         |
| 2020 | Valores de Ansina  | Cenceribó          | Paola Sol Correa   | Carlos Álvarez         |
| 2020 | La Jacinta         | Cenceribó          | Paola Sol Correa   | Carlos Álvarez         |
| 2022 | Cenceribó          | Valores de Ansina  | Yessy López        | Marcelo Real           |
| 2023 | Valores de Ansina  | Valores de Ansina  | Yaima Rodríguez    | Diego Nierez           |
| 2024 | C1080              | C1080              | Yessy López        | Jorge Ferreira         |